# Pfarrkirche Riezlern

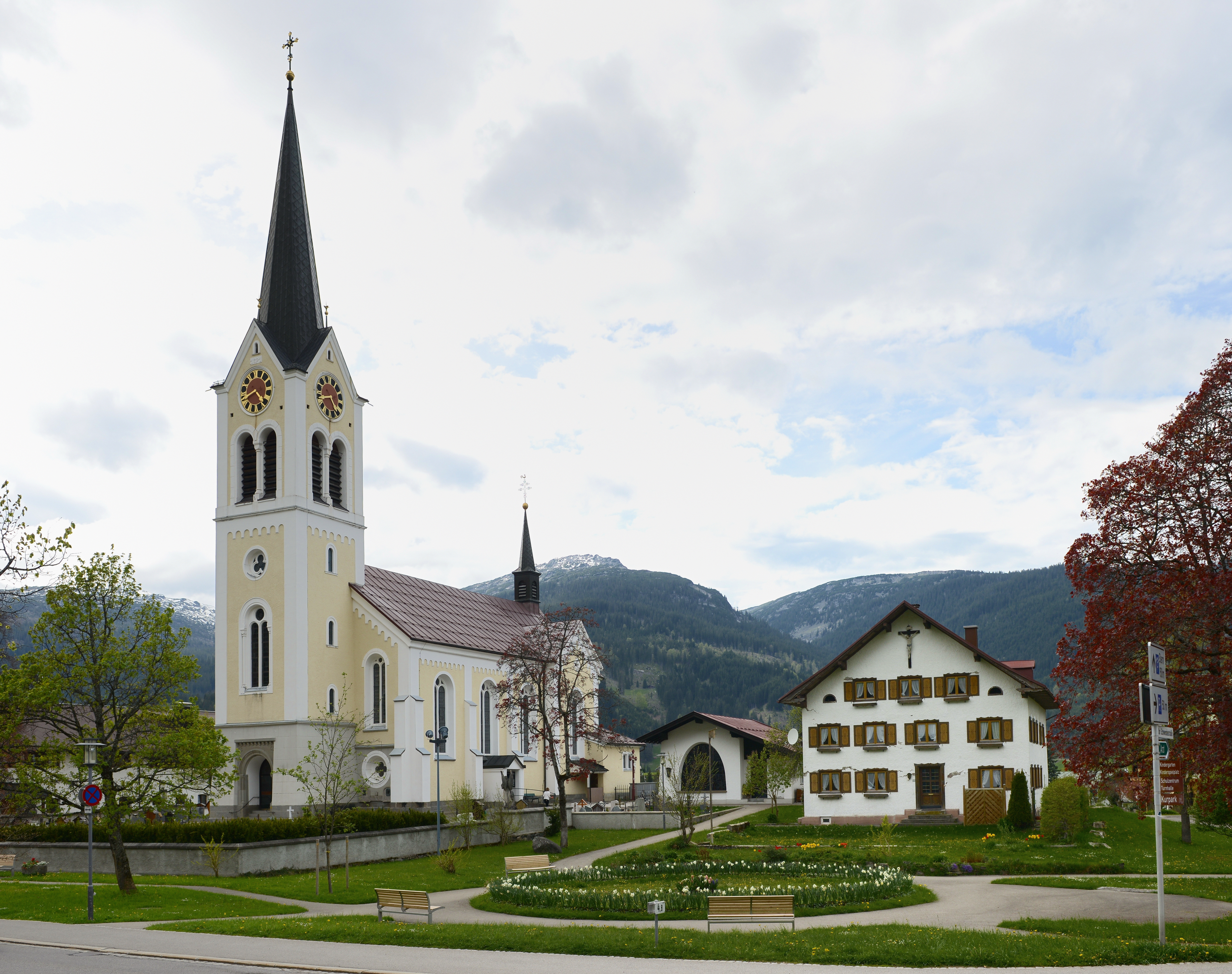
Kath. Pfarrkirche Maria Opferung in Riezlern

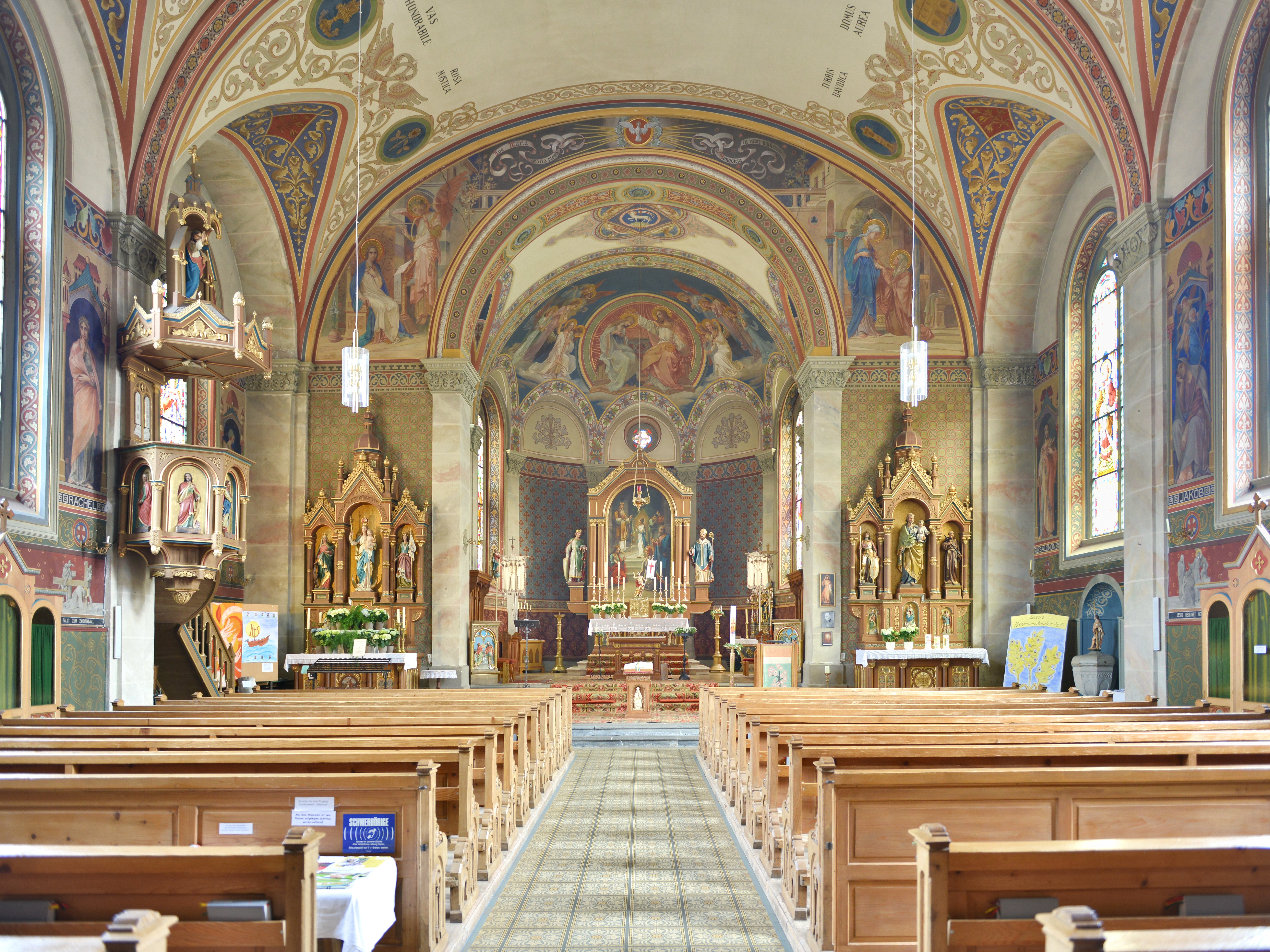
Innenansicht

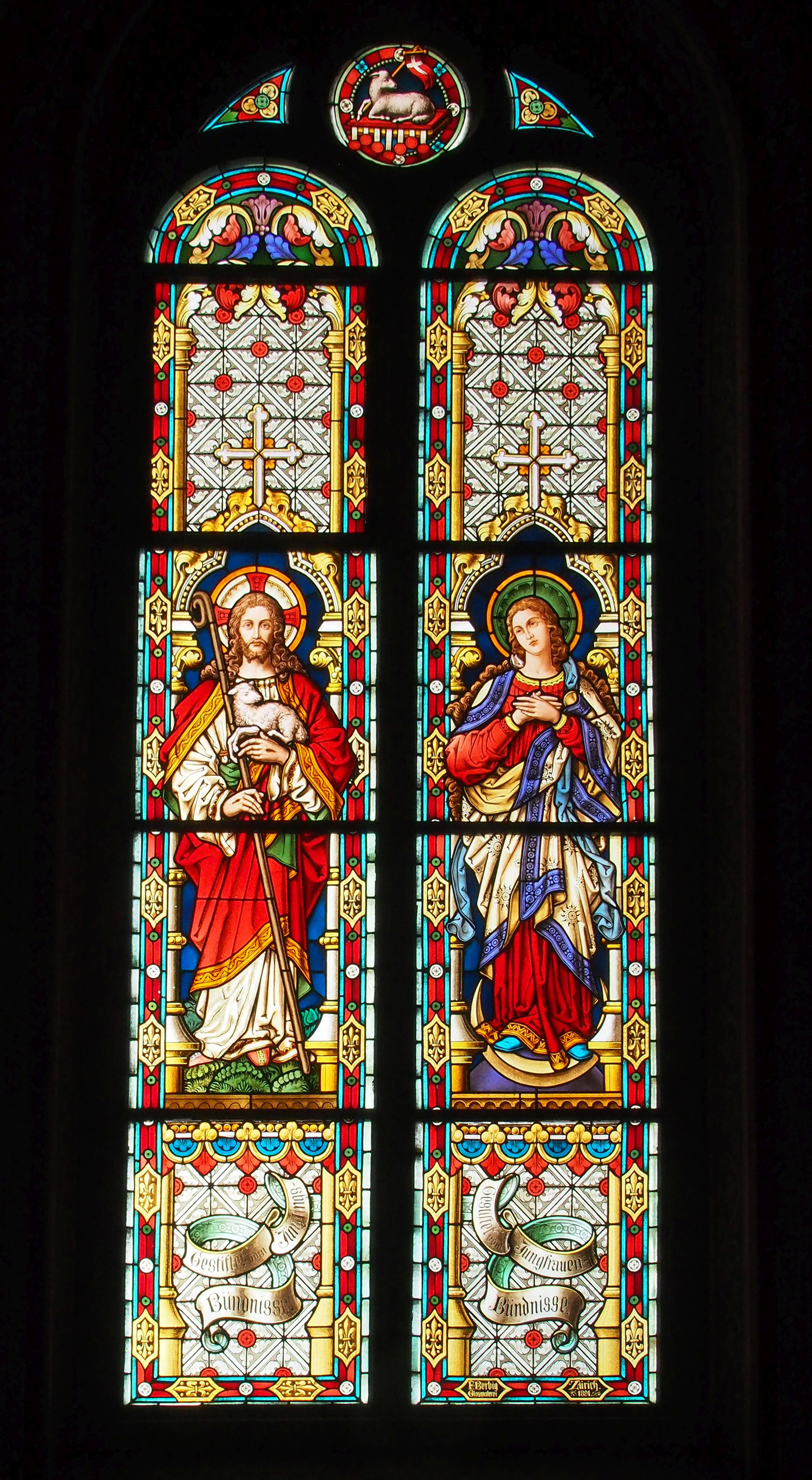
Glasfenster in der Kirche

Die römisch-katholische Pfarrkirche Riezlern steht in der Ortschaft Riezlern in der Gemeinde Mittelberg im Kleinwalsertal im Bezirk Bregenz in Vorarlberg. Sie ist dem Gedenktag Maria Opferung geweiht und gehört zum Dekanat Vorderwald-Kleinwalsertal in der Diözese Feldkirch. Das Bauwerk steht unter Denkmalschutz.

## Geschichte
Das Kleinwalsertal stand den Bischöfen von Augsburg und den Edlen von Rettenberg früher als Jagdgebiet zur Verfügung. Bei der großen Flucht von Tannberg um 1300 siedelten sich einige ausgewanderte Walser-Familien aus dem Wallis an. Sie nannten ihre Siedlung Zu den Rützlern, woraus der heutige Name Riezlern entstand. 
Der Name der Kirche geht auf eine orthodoxe Marienkirche in Jerusalem zurück, die um 560 n. Chr. zerstört wurde.
Eine Tafel aus dem Jahre 1471 erinnert an die ursprüngliche Kirche. Diese eher südöstlich ausgerichtete Kirche wurde am 13. August 1473 vom Augsburger Weihbischof Johannes Kerer konsekriert. 1684 wurde die Kirche verlängert und barockisiert. Aufgrund verkehrstechnischer Gegebenheiten wurde auf die traditionelle Ostung der Kirche verzichtet und eine Nordung vorgenommen. 
1508 wurde Riezlern von der Pfarrkirche Oberstdorf unabhängig und selbstständige Pfarrei. 1785 kamen wegen der großen Entfernung die Ortsteile Innerschwende, Außerschwende, Seite und Egg-Mittelberg (zusammen mit 131 Seelen) von der Pfarre Mittelberg an die Pfarre Riezlern.
1816 aus der Diözese Augsburg entlassen und vom Fürstbischof von Brixen in seine Diözese aufgenommen, gehörte die Kirche nach dem Verlust Südtirols 1921 zur Apostolischen Administratur Innsbruck-Feldkirch, aus der 1964 die Diözese Innsbruck entstand. Seit 1968 untersteht die Pfarrgemeinde der neuerrichteten Diözese Feldkirch und ist zum Dekanat Vorderwald-Kleinwalsertal zugehörig. 
Bischof Hadrian von Sitten schenkte der Walsergemeinde im Jahre 1890 Reliquien der thebäischen Legion, die im Schrein unter dem Volksaltar verwahrt werden. Damit wird an den Heiligen Mauritius und das Glaubenszeugnis seiner Gefährten gemahnt, die an der Wiege der Walser stehen.

## Neubau

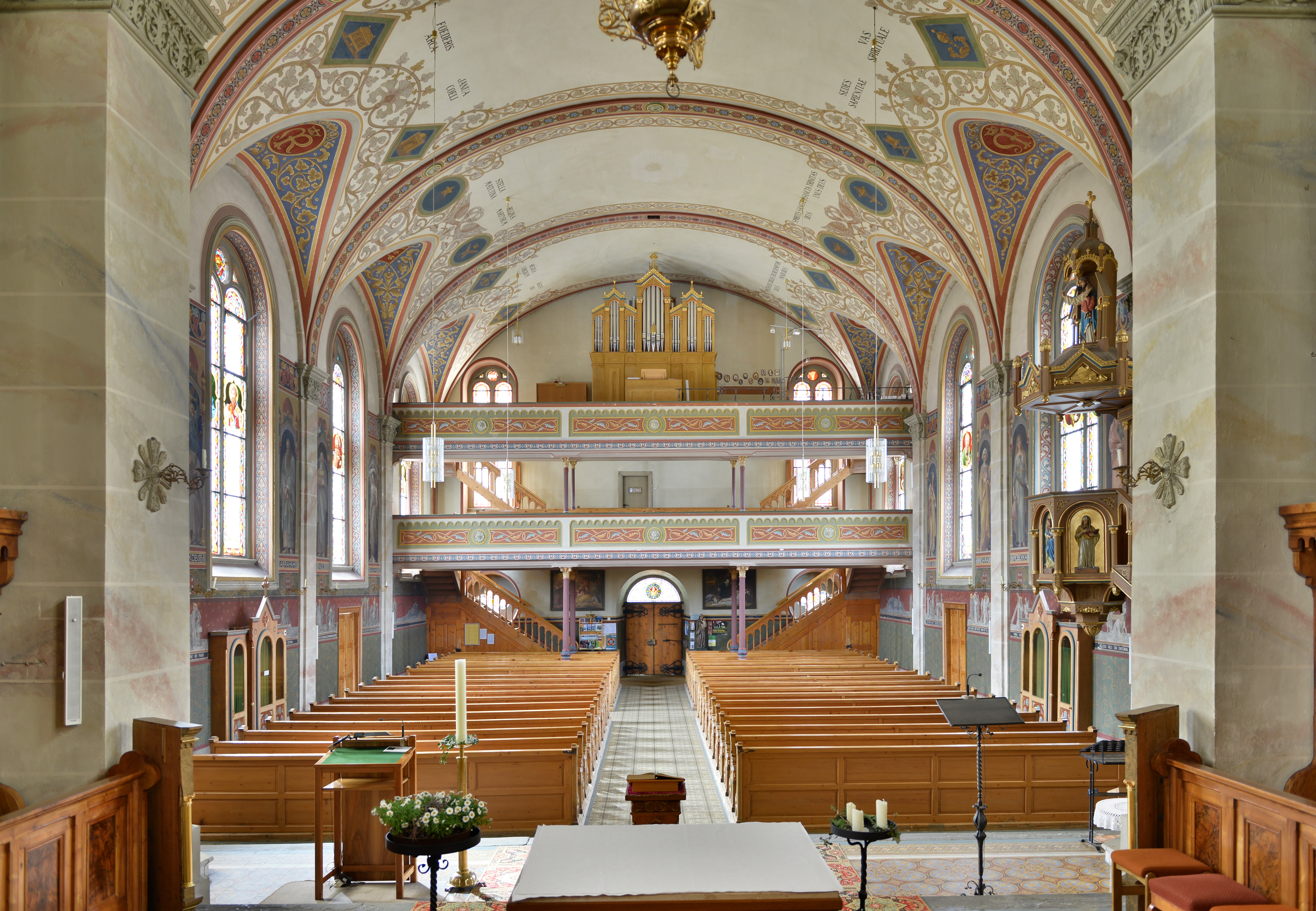
Langhaus Richtung Empore

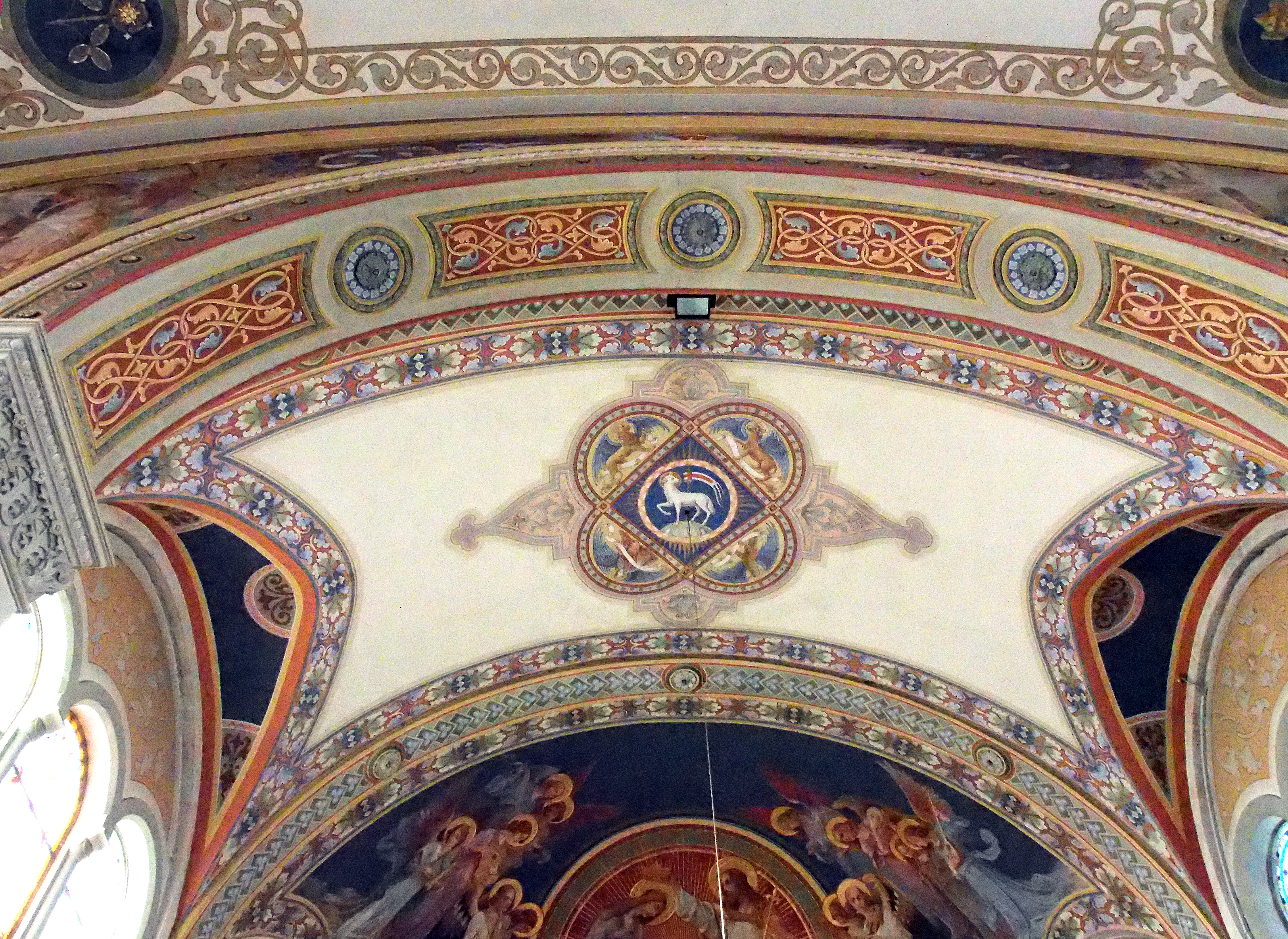
Lamm Gottes an der Decke des Altarraums

Mehrmalige Umbauarbeiten an Turm und Kirche führten dazu, dass die Pfarrgemeinde 1882 beschloss, die Kirche vollkommen neu aufzubauen. 1889 wurde mit den Arbeiten begonnen. Der Entwurf stammt von dem Architekten Johann Mayer in Luzern. Die Ausführung übernahm Baumeister Wilhelm Hagspiel aus Oberstdorf. Mauern und Turm der alten Kirche wurden gesprengt. Am 19. November 1891 konnte die Kirche durch den Ortspfarrer Dressel benediziert (gesegnet) und am 12. Juni 1894 durch Generalvikar Dr. Johann Zobl von Feldkirch geweiht werden. 
Beim Betreten der Kirche fällt die Ausmalung von Professor Martin von Feuerstein, München, und seinen Schülern der Meisterklasse (Theodor Baierl, Franz Xaver Dietrich und Georg Kau) ins Auge. Die Bemalung soll die Mitwirkung Marias an der Erlösung der Menschen verdeutlichen. Sie findet ihren Endpunkt in der Krönung Marias durch Jesus Christus. Die zwölf Fresken an den Seitenwänden des Langhauses stellen die heilsgeschichtlich wichtigen Vorfahren Marias dar. Auf der Männerseite sind dies Adam, Noe, Abraham, Jakob, David und Salomon und auf der Frauenseite Eva, Sara, Rebekka, Rachel, Rahab und Ruth. Feuerstein gab Abraham die Gesichtszüge des damaligen Pfarrers von Riezlern, Julian Längle. Die Kirche könnte man auch als Feuerstein-Museum bezeichnen.
Das Monumentalgemälde in der Apsis über dem Hochaltar ist nach Anleitung Feuersteins von Franz X. Dietrich geschaffen worden und stellt Mariae Krönung im Himmel unter freudiger Anteilnahme der Engel dar.
An der Kanzel ist Jesus als Lehrer abgebildet. Die vier Evangelisten an der Brüstung sind ein Werk des Künstlers Alois Reich. Der Taufstein neben dem rechten Seitenaltar trägt die Jahreszahl 1608. Aus Teilen der früheren Kommunionbank fertigte Schreiner Erich Türtscher 1994 den Volksaltar. Er birgt im Unterbau Gebeine der Märtyrer der thebäischen Legion, die der Bischof von Sitten 1890 den Walsergemeinden zukommen ließ als Zeichen der Verbundenheit mit deren christlichen Ursprüngen in St. Maurice im unteren Wallis. Die Orgel aus dem Jahre 1892 wurde von der Firma Anton Behmann in Schwarzach gebaut und im Jahre 1964 von Guido Nenninger, München, auf 19 klingende Register erweitert.
Das Geläute im Turm besteht aus sechs Stahlglocken, die im Jahre 1949 vom Bochumer Verein in Bochum gegossen worden sind. Die Glocken haben ein Gesamtgewicht von 12.236 Kilogramm und klingen in den Tönen h-d-e-fis-a-h. Auf dem Dachreiter über dem Chorbau ist eine kleine Wetterglocke angebracht.